# Codex Boernerianus

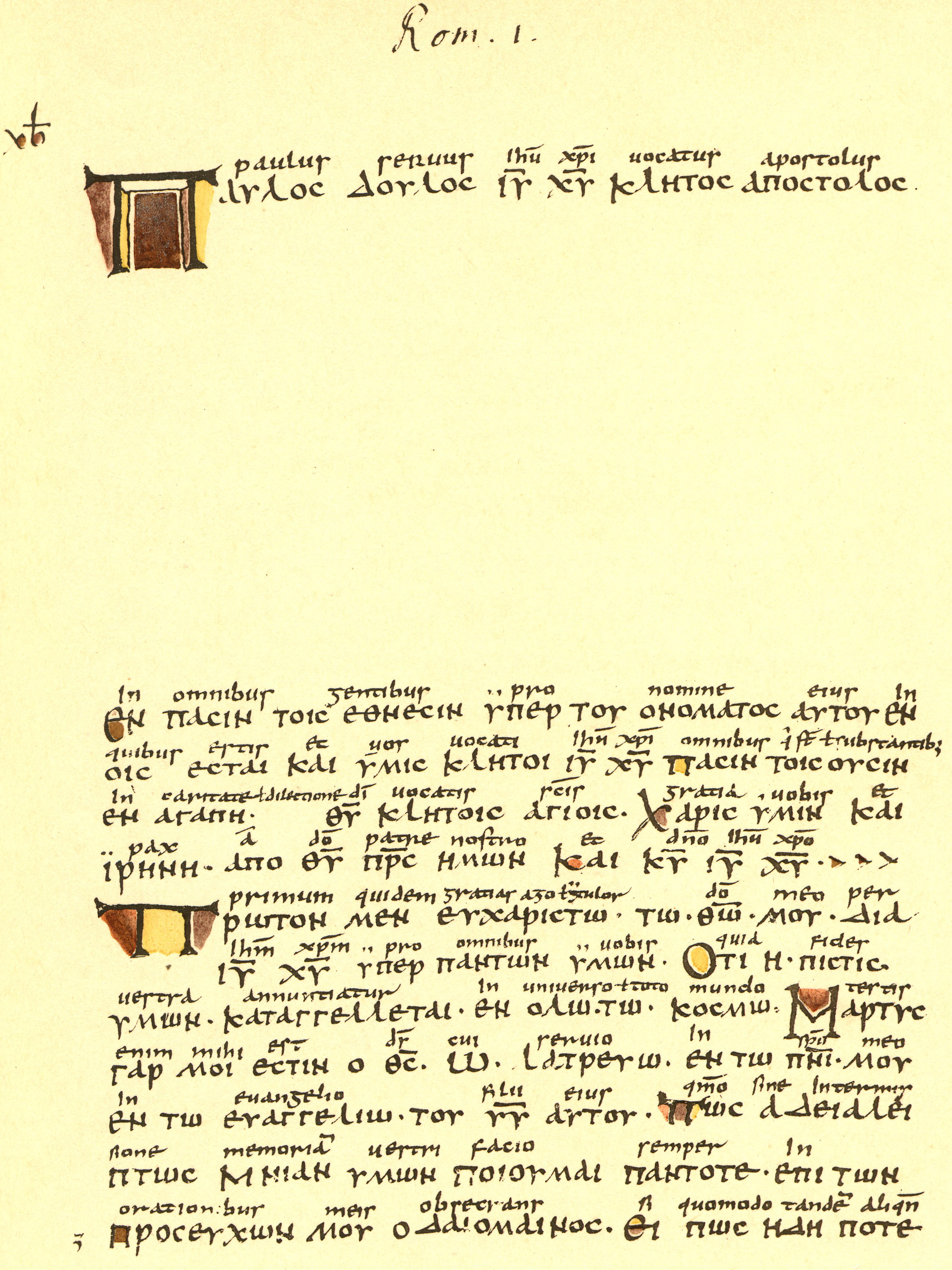
Codex Boernerianus, lacune en Rom 1,1-4

Le Codex Boernerianus (Gregory-Aland no. Gp ou 012) est un manuscrit de vélin en écriture grecque onciale. Le codex se compose de 99 folios (25 x 18 cm).

## Description
Il s'agit d'un manuscrit bilingue (grec et latin), contenant les Épîtres de Paul, il y manque aujourd’hui certains passages (Épître aux Romains 1,1-4, 2,17-24; 1 Cor 3,8-16; 6,7-14; Col 2,1-8; Philémon 21-25; Hébreux). Les paléographes sont unanimes pour dater ce manuscrit du IXe siècle.
C'est un témoin du texte occidental. Kurt Aland le classe en catégorie III.
Variantes textuelles
Les variantes après la parenthèse sont les variantes du manuscrit
Romains 6,5 αλλα και της αναστασεως ] αμα και της αναστασεως
Romains 12,11 κυριω ] καιρω
Romains 15,31 διακονια ] δωροφορια — B D Ggr
Romains 16,15 Ιουλιαν ] Ιουνιαν — Codex Ephraemi Rescriptus.
Philippiens 3,16 τω αυτω στοιχειν ] το αυτο φρονειν, τω αυτω συνστοιχειν — par F G
Philippiens 4,7 νοηματα ] σωματα — F G
Histoire
Le manuscrit a été examiné par Wettstein, Matthaei, Scrivener, et Reichardt.
Il est conservé à la Bibliothèque d'État et universitaire de Saxe (Cat. number: A. 145 b.), à Dresde,. 

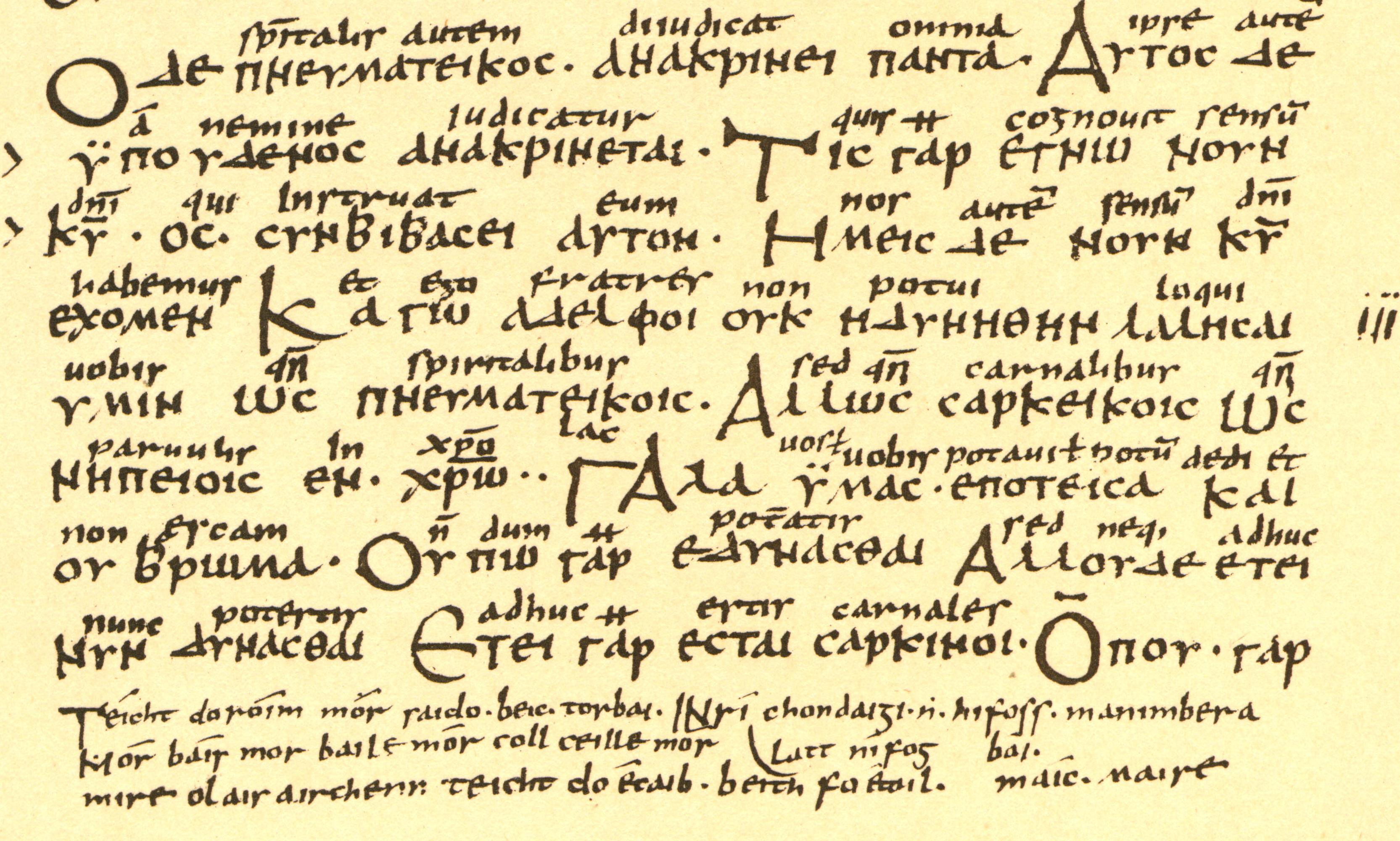
Une particularité du manuscrit : ces vers en vieil irlandais.